# Mystik (Tash Sultana)
Mystik è una canzone di Tash Sultana, cantante e polistrumentista di nazionalità australiana, pubblicata il 6 ottobre 2017 come secondo singolo estratto dall'album di debutto Flow State. 

## Tracce
Download digitale
1. Mystik – 4:09

## Classifiche
| Classifica (2017) | Posizione massima |
| ----------------- | ----------------- |
| Australia         | 77                |